# Malapterurus occidentalis
Malapterurus occidentalis és una espècie de peix de la família dels malapterúrids i de l'ordre dels siluriformes.

## Morfologia
- Els mascles poden assolir 32 cm de llargària total.
- Nombre de vèrtebres: 36-38.[4]

## Distribució geogràfica
Es troba a Àfrica: rius Gàmbia i Géba (Gàmbia i Guinea Bissau).